# レディア (浦和レッドダイヤモンズ)
レディアは、Jリーグ・浦和レッズのマスコットキャラクター。
本項目では、同じくクラブマスコットキャラクターである、フレンディア、シャーレくん、ディアラちゃんも取り上げる。

## 概要
1992年、当時のチーム名「三菱浦和フットボールクラブ」のアルファベットの頭文字「MUFC」を縦に並べて開発された架空の動物である。頭脳は知性、ハートは勇敢、体力はエネルギッシュ。力強く、精悍なイメージが特徴。1997年1月26日には、大宮サッカー場で行われた「レッズフェスタ'97」で、レディアはフレンディアと結婚。花嫁の名「フレンディア」は、1339通620種類の一般公募の中から選ばれた。
2007年1月28日(日)、さいたまスーパーアリーナで行われた「REDS festa 2007」フィナーレにおいて、レディア＆フレンディアから、レッズが初のリーグ優勝を勝ち取った2006年12月2日(土)の夜、2人の間に男の子と女の子の双子の兄妹が生まれたことが報告された。

## プロフィール
レディア(Redia)
1992年3月31日誕生。浦和市（当時）生まれ。この日行われたクラブ発足記者会見で発表され、同年6月10日に命名された。
フレンディア(Friendia)
1997年1月26日にレディアと結婚。
シャーレくん(Schalekun)
2006年12月2日誕生。名称は、Jリーグ王者だけが手にすることのできる優勝銀皿(シャーレ)が由来。
ディアラちゃん(Diarachan)
2006年12月2日誕生。名称は、父親のレディア(REDIA)と母親のフレンディア(FRIENDIA)の「DIA」と、なでしこリーグの女王に与えられる「TIARA」をミックスさせたもの。
毎試合ごとに積極的なファンサービスやパフォーマンスを行う他クラブのマスコットと異なり、浦和は「真剣勝負の場だから」というクラブ方針 から、マスコットをほとんど露出させていなかった。『スポーツマスコット図鑑』（綱島理友編　2009年 PHP研究所）では、「会えたらラッキー」と紹介された。さらに、たまにスタジアムに姿を表しても特にファンサービスをするわけでもなく、ただブラブラする姿がよく目撃されるため、レッズのサポーターからは「ニート」呼ばわりされる。
レディアが登場するのは、基本的に毎年1月に開催されるレッズフェスタ（ファン感謝デー）、ゴールデンウィークに開催されるファミリーJoinデイズの該当試合、J1全クラブのマスコットが集まるJリーグオールスターサッカーの余興イベント（現在はスーパーカップに移行）、レッズランドのイベントのみである（2009年シーズンには浦和駒場スタジアムでの試合開催日の浦和パルコや、9月の対モンテディオ山形戦の前に行われたイベントにも登場している）。このため、埼玉スタジアムには、埼玉県のマスコットであるコバトンの方が、レディア一家よりもやって来る回数が多い場合もある 。
その後、観客数の減少を受けて方針を転換し、レディア達をスタジアムに登場させるようになった。2012年シーズンでは、チーム20周年を記念しレディア一家が埼玉スタジアム広場にやってくるということで、埼玉スタジアムサブグラウンドで1年に渡りサポーターと触れ合うイベントが行われる予定だったが、ホーム開幕戦から雨が続き、結局イベントは中止となった。その結果、レディアが「雨男」扱いされてしまい、責任をとらされる形で埼玉スタジアム広場からも出入り禁止にされることになった（なお、これにより、レディアはJ's Goalの「第1回 輝く！Jリーグマスコット大賞」ハプニング賞を受賞している）。その後は、個人活動が続いたが、10月27日セレッソ大阪戦で、ハロウィンイベント同時にレディアの出入り禁止が解かれ久しぶりに一家勢ぞろいとなった。
サポーターの数ではJリーグの随一のクラブのマスコットだが、2014年のFUJI XEROX SUPER CUPに合わせて行われた「マスコット総選挙」では最下位だった。